# Super Mario Maker
Super Mario Maker — видеоигра в жанре платформер сайд-скроллер и программа создания уровней, разработанная и выпущенная компанией Nintendo для игровой консоли Wii U в сентябре 2015 года. Игроки могут создавать свои пользовательские уровни в стиле Super Mario Bros., Super Mario Bros. 3, Super Mario World и New Super Mario Bros. U и делиться ими в интернете с другими пользователями.
Super Mario Maker получил признание критиков после его выпуска; рецензенты, в частности, восхваляли пользовательский интерфейс игры и инструменты редактирования уровней. В мае 2016 года игроками по всему миру было создано свыше семи миллионов уровней и наиграно более 600 миллионов часов. Адаптированный порт для Nintendo 3DS, известный как Super Mario Maker для Nintendo 3DS, был выпущен в декабре 2016 года. В июне 2019 года вышел сиквел игры, Super Mario Maker 2 для Nintendo Switch. 25 ноября 2020 года Nintendo объявила, что игроки не смогут загружать новые уровни с 31 марта 2021 года, а также о прекращении продаж игры в Nintendo eShop для Wii U 13 января 2021 года. Остальные онлайн-сервисы игры, такие как воспроизведение существующих уровней, уже загруженных на сервер, были отключены 8 апреля 2024 года.

## Игровой процесс
Super Mario Maker — видеоигра, которая позволяет игрокам создавать свои уровни из серии игр Super Mario, а затем публиковать свои уровни в Интернете для других игроков. Уровни основываются на игровом процессе и визуальном стиле Super Mario Bros., Super Mario Bros. 3, Super Mario World и New Super Mario Bros. U. Механики игрового процесса и поведение противников варьируются в зависимости от игрового режима. Некоторые элементы ограничены конкретными стилями игры, в то время как другие могут быть добавлены к стилям игры, которых ранее не было в оригинальной игре, такие как Boo в Super Mario Bros.
В дополнение к традиционным элементам игр про Марио, такими как Гумба, варп-трубы и усиления, игроки могут манипулировать поведением различных элементов уникальными способами. Например; они могут складывать врагов, создавать ловушки из блоков-вопросов и варп-труб, использовать раковины в качестве защитных шлемов, а пушки могут стрелять различными предметами.
Эти комбинации возможны благодаря инструментам редактирования в игре, которые работают в тандеме друг с другом. Это позволяет игрокам увеличивать врага (давая ему гриб), дать врагу способность летать (давая ему крылья), совмещать разные атрибуты и многое другое. Звуковая лягушка добавляет аудиовизуальные эффекты в определённые места (включая звуки, записанные микрофоном). Элементы редактирования вводятся постепенно, в течение девяти дней, с открытием новых элементов.

## Разработка

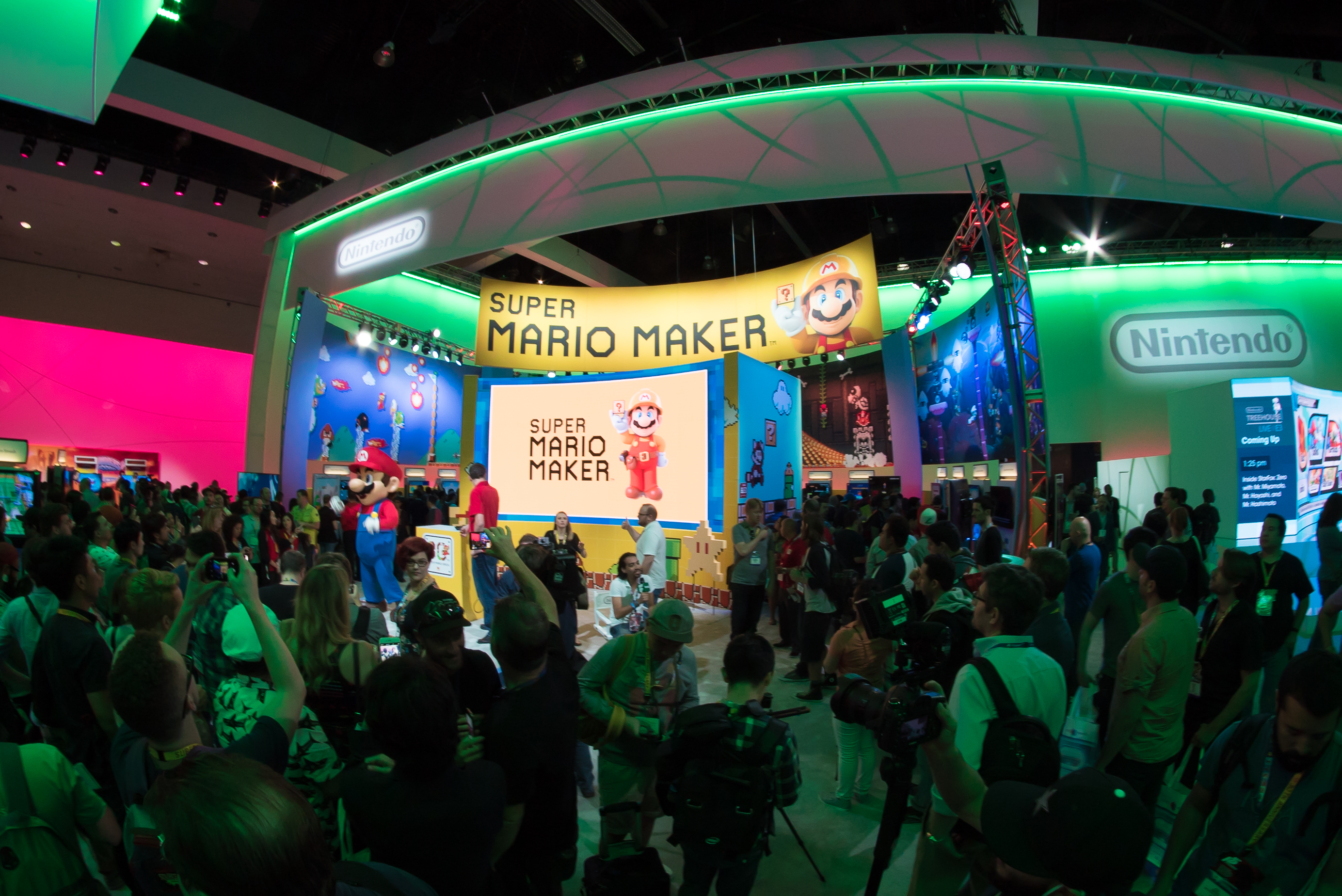
Стенд с Super Mario Maker на E3 2015

Прежде чем разработать Super Mario Maker, Nintendo уже изучала концепцию редактора видеоигр в 1990-х годах. В 1994 году компания подала патент на консольное оборудование, позволяющее игрокам приостанавливать игру, редактировать части игры, возобновлять игровой процесс, а также сохранять изменения и делиться ими. Super Mario Maker был задуман как инструмент, позволяющий внутренней команде разработчиков Nintendo создавать уровни для игр серии Mario. Однако команда быстро осознала потенциал этого инструмента как отдельной игры и предложила идею старшему игровому дизайнеру Такаси Тэдзуке. Тем временем Тэдзука хотел сделать для Wii U продолжение Mario Paint, в котором использовался бы контроллер Wii U. Увидев Super Mario Maker, Тэдзука понял, что инструмент для создания уровней был бы более востребован на рынке, чем простая программа для рисования. Он отметил в интервью Polygon, что создание уровней «не так сложно и недоступно, как рисование», а также что он «был вдохновлен идеей перенести удовольствие от Mario Paint в этот редактор уровней». Эта игра является режиссёрским дебютом Ёсукэ Осино, который ранее работал в качестве программиста над Pikmin, Pikmin 2 и New Super Mario Bros. Wii. Саундтрек к игре был написан и аранжирован Кодзи Кондо, Наото Кубо и Аской Хаядзаки.
Игра была анонсирована на E3 2014 под названием «Mario Maker». Хотя впервые официально об игре было объявлено на мероприятии Nintendo E3 Digital Event 10 июня, слухи о ней начались ранее в том же месяце после того, как была сделана фотография незавершенного стенда Nintendo для выставки, на котором это было замечено название игры. На E3 2015 игра была представлена вновь, теперь под названием «Super Mario Maker», во время мероприятия Nintendo World Championships.

## Маркетинг и выпуск
Перед выпуском Nintendo разрешила покупателям играть в Mario Maker в магазинах Best Buy по всей Северной Америке 17 и 20 июня 2015 года. Игра была продемонстрирована под новым названием Super Mario Maker 14 июня 2015 года во время финального раунда Nintendo World Championships, предшествующего E3 2015. Четыре уровня, созданные Nintendo Treehouse специально для финала World Championships были также добавлены в финальную версию игры.
Nintendo также организовала специальное мероприятие под названием «hackathon» в сотрудничестве с Facebook. 150 сотрудникам Facebook было поручено создать уровни с использованием редактора Super Mario Maker, а победившая команда получила возможность создать уровень, который будет включён в финальную версию игры. Несколько известных дизайнеров видеоигр — Мишель Ансель, Кодзи Игараси, Тим Роджерс и Дерек Ю также продемонстрировали созданные ими уровни. Уровень созданный Анселем был включён в финальную версию игры в качестве «Уровня-События».
Super Mario Maker был выпущен во всем мире в сентябре 2015 года, в том числе вместе с соответствующим комплектом Wii U. К каждой копии игры прилагается 96-страничный буклет с творческими идеями, который также можно загрузить в формате PDF. Одновременно с игрой Nintendo выпустила 8-битную Amiibo фигурку Марио в двух разных цветовых вариантах. Фигурка поставлялась как отдельно, так и в определённых наборах с Super Mario Maker. Загружаемая арена в тематике Super Mario Maker была выпущена для Super Smash Bros. for Nintendo 3DS и Wii U  30 сентября 2015 года, а также позже для её сиквела Super Smash Bros. Ultimate.
Изначально предполагалось, что игра потребует от игроков ждать каждый день, чтобы разблокировать новые элементы, но патч в день запуска предоставляет новые элементы в соответствии с усилиями игрока в создании контента. Destructoid отметили, что в игре отсутствовали многие элементы из прошлых игр серии Mario, но игра позже была обновлена новыми функциями. Первое крупное обновление, выпущенное 4 ноября 2015 г., добавило в игру контрольные точки в середине уровня, условные усиления и «Уровни-События». Прохождение определённых «Уровней-Событий» открывает дополнительные костюмы Mystery Mushroom, такие как Супер Марио-кун или ведущего GameCenter CX Шинья Арино. Второе крупное обновление игры было выпущено 22 декабря 2015 года, в котором была добавлена таблица лидеров скоростного прохождения и запущен веб-сайт Super Mario Maker Bookmark, который позволяет игрокам просматривать загруженные уровни и добавлять их в закладки для игры, что упрощает обмен ими. Третье обновление добавило больше костюмов Mystery Mushroom, которые открываются после выполнения 100 испытаний Марио на нормальном и экспертном уровне, а также добавило режим Super Expert.
Сиквел игры, Super Mario Maker 2, был анонсирован на Nintendo Direct 13 февраля 2019 года. Он был выпущен для Nintendo Switch 28 июня 2019 года с новой визуальной темой, основанной на игре Super Mario 3D World для Wii U, новыми функциями, включая уклоны и изменяемое направление автоматической прокрутки, а также новыми врагами, темами и предметами.
25 ноября 2020 года Nintendo объявила о прекращении поддержки возможности загрузки новых уровней с 31 марта 2021 года. В результате 12 января 2021 года игра была также удалена из интернет-магазина Wii U.

### Super Mario Maker для Nintendo 3DS
Super Mario Maker для Nintendo 3DS был разработан подразделением Nintendo Software Technology из Редмонда, с адаптированием или удалением некоторых функций. Он был выпущен для Nintendo 3DS 1 декабря 2016 года в Японии, 2 декабря в Северной Америке и Европе и 3 декабря в Австралии. Эта версия включает в себя 100 новых встроенных уровней, разработанных Nintendo. Игроки могут обмениваться курсами напрямую с друзьями или через StreetPass.

## Критика
| Сводный рейтинг       | Сводный рейтинг | Сводный рейтинг |
| Издание               | Оценка          | Оценка          |
| Издание               | 3DS             | Wii U           |
| --------------------- | --------------- | --------------- |
| GameRankings          | 72,42 %         | 89,41 %         |
| Metacritic            | 73/100          | 88/100          |
| Иноязычные издания    |                 |                 |
| Издание               | Оценка          | Оценка          |
| Издание               | 3DS             | Wii U           |
| 4Players              | 70/100          | 80/100          |
| Destructoid           | 6/10            | 8/10            |
| Edge                  | N/A             | 9/10            |
| EGM                   | N/A             | 9,5/10          |
| Famitsu               | N/A             | 37/40           |
| Game Informer         | 7,75/10         | 9/10            |
| GameRevolution        | N/A             | [ 54 ]          |
| GameSpot              | N/A             | 9/10            |
| GamesRadar+           | [ 56 ]          | [ 57 ]          |
| GameTrailers          | N/A             | 8,7/10          |
| Hardcore Gamer        | N/A             | 4,5/5           |
| IGN                   | 7,2/10          | 9/10            |
| Nintendo Life         | [ 62 ]          | [ 63 ]          |
| Nintendo World Report | 7/10            | 8/10            |
| Polygon               | N/A             | 9,5/10          |
| Shacknews             | N/A             | 9/10            |
| USgamer               | 4/5             | 5/5             |
| VideoGamer            | 8/10            | 8/10            |

Super Mario Maker получил в целом положительные отзывы. Хосе Отеро из IGN похвалил социальные элементы игры, в том числе её онлайн-функции и режим «10 Mario Challenge», заявив, что игроки «увидят подлинное почтение к истории Марио» в сетевых режимах. Он похвалил редактор уровней и пользовательский интерфейс, написав, что «независимо от того, какой стиль вы выберете, создание уровней — это устрашающая задача, но хорошо продуманный интерфейс делает обучение простым и интуитивно понятным» и «дает нам веселый и гибкий набор инструментов для создания и игры в уровни в стилистике Марио как никогда раньше».
Джастин Хейвальд из GameSpot похвалил редактора уровней, заявив, что «смешивание и сопоставление [элементов игрового процесса] позволяет создавать захватывающие и анахроничные дополнения к знакомым сценариям». Он был разочарован определёнными ограничениями, такими как отсутствие контрольных точек из Super Mario World, а также вертикальные и горизонтальные ограничения уровней. В конечном итоге он пришел к выводу, что «игра не обязательно превратит вас в следующего Сигэру Миямото, но вы почти сможете почувствовать, как немного этой магии стирается каждый раз, когда вы загружаете новое творение».
Гриффин МакЭлрой из Polygon похвалил игру, заявив, что он «получил огромное удовольствие от игры, но то, как она развила вновь обретенную признательность за то, что я знал всю свою жизнь, было самым большим достижением игры».
Все более богатая онлайн-библиотека пользовательского контента была индивидуально продемонстрирована и получила высокую оценку рецензентов, а также получила высокую оценку соавтора серии Mario Такаси Тэдзуки. Он описал общую сдержанность Nintendo в отношении сложности игрового процесса собственного контента в интересах массовой привлекательности. Он выразил одновременно признательность и предостережение в связи с тем, что пользователи не обязательно разделяют такую же сдержанность в своих творениях.
Я ожидал, что Super Mario Maker привлечет пользователей, которые хотят играть на более сложных уровнях. ...Было неожиданностью, насколько весело было смотреть видео, даже не играя самому. Существует так много интригующих и изобретательных уровней, например, тот, который невозможно пройти, если вы соберете гриб. Для нас, разработчиков, это стало огромной мотивацией работать лучше.
Игра поспособствовала возрождению сообщества дизайнеров уровней Kaizo, которые создают чрезвычайно сложные уровни для проверки терпения и навыков.
Многие игроки раскритиковали Nintendo за удаление своих онлайн-уровней без предупреждения и объяснения. Патрик Клепек из Kotaku написал, что Nintendo должна была убедиться, что все, кто создает уровни для игры, осведомлены о строгой политике компании в отношении создания уровней, чтобы они могли знать, что Nintendo не сочтет приемлемым.

### Продажи
Super Mario Maker дебютировал в Японии с продажами более 138 000 физических копий; к концу сентября 2015 года было продано 245 000 копий за первые три недели. Игра стала второй самой продаваемой игрой в Великобритании в свою первую неделю, дебютировав на втором месте в чарте розничной торговли программным обеспечением Великобритании. Это была четвертая самая быстро продаваемая игра для Wii U с момента дебюта консоли в 2012 году. За первые три недели продажи в Северной Америке было продано 445 000 копий: к концу сентября 2015 года было продано более 500 000 копий. В середине января 2016 года продажи в США достигли 1 миллиона экземпляров, что сделало эту игру шестой игрой для Wii U, достигшей такого результата в стране. К марту 2021 года по всему миру было продано 4,02 миллиона копий. Продажи версии для Nintendo 3DS достигли 162 180 экземпляров за первую неделю после выпуска в Японии. По состоянию на 23 декабря 2016 года в регионе было продано 448 160 копий версии для Nintendo 3DS. К 31 декабря 2016 года продажи версии для 3DS достигли 2 миллионов копий. К концу марта 2017 года общий объем продаж версии для 3DS достиг 2,34 миллиона экземпляров.
В мае 2016 года Nintendo объявила, что по всему миру создано более 7,2 миллиона уровней, в которые игроки сыграли более 600 миллионов раз.

### Награды
| Год  | Награда                           | Категория                                 | Результат | Прим.  |
| ---- | --------------------------------- | ----------------------------------------- | --------- | ------ |
| 2015 | Gamescom Awards                   | Лучшая консольная игра для Nintendo WiiU  | Победа    | [ 87 ] |
| 2015 | Gamescom Awards                   | Лучшая семейная игра                      | Номинация | [ 87 ] |
| 2015 | Gamescom Awards                   | Лучшая социальная/казуальная/сетевая игра | Победа    | [ 87 ] |
| 2015 | The Game Awards 2015              | Игра года                                 | Номинация | [ 88 ] |
| 2015 | The Game Awards 2015              | Лучшая семейная игра                      | Победа    | [ 88 ] |
| 2015 | NAVGTR Awards                     | Дизайн управления, 2D или ограниченное 3D | Победа    | [ 89 ] |
| 2015 | NAVGTR Awards                     | Игровая инженерия                         | Номинация | [ 89 ] |
| 2015 | NAVGTR Awards                     | Игра, Семейная франшиза                   | Победа    | [ 89 ] |
| 2015 | NAVGTR Awards                     | Использование звука, франшиза             | Номинация | [ 89 ] |
| 2016 | 2016 Kids' Choice Awards          | Любимая видеоигра                         | Номинация | [ 90 ] |
| 2016 | 19-я D.I.C.E. Awards              | Семейная игра года                        | Победа    | [ 91 ] |
| 2016 | British Academy Children's Awards | BAFTA Kids' Vote - Видеоигра              | Номинация | [ 92 ] |
| 2017 | 20-я D.I.C.E. Awards              | Семейная игра года (версия для 3DS)       | Номинация | [ 93 ] |